# Coppa del Mondo di sci di velocità 2025
La Coppa del Mondo di sci di velocità 2025 è stata la ventiquattresima edizione della manifestazione organizzata dalla Federazione internazionale sci e snowboard; ha avuto inizio il 21 gennaio a Salla, in Finlandia, e si è conclusa il 20 marzo a Vars, in Francia, dove si terranno anche i Campionati mondiali di sci di velocità 2025, non validi ai fini della Coppa del Mondo.
Originariamente erano previste, sia in campo maschile che femminile, 7 gare divise in 4 tappe, ma le tappe di Formigal e Grau Roig sono state in seguito cancellate e recuperate a Vars in occasione del Mondiale a causa di condizioni meteorologiche sfavorevoli. Gli italiani Simone Origone e Valentina Greggio si sono aggiudicati la coppa di cristallo, ripetendo il risultato dell'anno precedente.
Storica la seconda tappa a Vars (il 2 febbraio 2025) in cui per la prima volta in una gara di Coppa del Mondo una donna, l'italiana Valentina Greggio, ha fatto registrare una velocità superiore a quella degli uomini.

## Uomini

### Risultati
| Date             | Località  | Nazione   | Primo                                    | Velocità vincitore                       | Secondo                                  | Terzo                                    |
| ---------------- | --------- | --------- | ---------------------------------------- | ---------------------------------------- | ---------------------------------------- | ---------------------------------------- |
| 21 gennaio 2025  | Salla     | Finlandia | Simone Origone                           | 159,82 km/h                              | Simon Billy                              | Bastien Montès                           |
| 22 gennaio 2025  | Salla     | Finlandia | Bastien Montès                           | 155,57 km/h                              | Simone Origone                           | Radim Palán                              |
| 31 gennaio 2025  | Vars      | Francia   | Simone Origone                           | 180,886 km/h                             | Klaus Schrottshammer                     | Bastien Montès                           |
| 2 febbraio 2025  | Vars      | Francia   | Simone Origone                           | 202,12 km/h                              | Simon Billy                              | Bastien Montès                           |
| 20 febbraio 2025 | Formigal  | Spagna    | cancellata - recupero il 19 marzo a Vars | cancellata - recupero il 19 marzo a Vars | cancellata - recupero il 19 marzo a Vars | cancellata - recupero il 19 marzo a Vars |
| 19 marzo 2025    | Vars      | Francia   | Simone Origone                           | 189,95 km/h                              | Tawny Wagstaff                           | Radim Palán                              |
| 20 marzo 2025    | Vars      | Francia   | Simone Origone                           | 201,75 km/h                              | Simon Billy                              | Radim Palán                              |
| 20 marzo 2025    | Vars      | Francia   | Bastien Montès                           | 202,13 km/h                              | Simone Origone                           | Radim Palán                              |
| 3 aprile 2025    | Grau Roig | Andorra   | cancellata - recupero il 20 marzo a Vars | cancellata - recupero il 20 marzo a Vars | cancellata - recupero il 20 marzo a Vars | cancellata - recupero il 20 marzo a Vars |
| 4 aprile 2025    | Grau Roig | Andorra   | cancellata - recupero il 20 marzo a Vars | cancellata - recupero il 20 marzo a Vars | cancellata - recupero il 20 marzo a Vars | cancellata - recupero il 20 marzo a Vars |

### Classifica
| Pos. | Nome           | Nazione       | Punti |
| ---- | -------------- | ------------- | ----- |
| 1    | Simone Origone | Italia        | 660   |
| 2    | Bastien Montès | Francia       | 475   |
| 3    | Simon Billy    | Francia       | 430   |
| 4    | Radim Palán    | Rep. Ceca     | 280   |
| 5    | Tawny Wagstaff | Nuova Zelanda | 237   |

## Donne

### Risultati
| Date             | Località  | Nazione   | Prima                                    | Velocità vincitrice                      | Seconda                                  | Terza                                    |
| ---------------- | --------- | --------- | ---------------------------------------- | ---------------------------------------- | ---------------------------------------- | ---------------------------------------- |
| 21 gennaio 2025  | Salla     | Finlandia | Valentina Greggio                        | 156,80 km/h                              | Cléa Martinez                            | Cornelia Thun Sandström                  |
| 22 gennaio 2025  | Salla     | Finlandia | Valentina Greggio                        | 154,16 km/h                              | Cléa Martinez                            | Cornelia Thun Sandström                  |
| 31 gennaio 2025  | Vars      | Francia   | Valentina Greggio                        | 179,434 km/h                             | Cléa Martinez                            | Agnes Abrahamsson                        |
| 2 febbraio 2025  | Vars      | Francia   | Valentina Greggio                        | 202,14 km/h                              | Agnes Abrahamsson                        | Siri Kling/Andersson                     |
| 20 febbraio 2025 | Formigal  | Spagna    | cancellata - recupero il 19 marzo a Vars | cancellata - recupero il 19 marzo a Vars | cancellata - recupero il 19 marzo a Vars | cancellata - recupero il 19 marzo a Vars |
| 19 marzo 2025    | Vars      | Francia   | Valentina Greggio                        | 187,37 km/h                              | Cléa Martinez                            | Agnes Abrahamsson                        |
| 20 marzo 2025    | Vars      | Francia   | Valentina Greggio                        | 198,44 km/h                              | Cléa Martinez                            | Agnes Abrahamsson                        |
| 20 marzo 2025    | Vars      | Francia   | Valentina Greggio                        | 199,10 km/h                              | Cléa Martinez                            | Agnes Abrahamsson                        |
| 3 aprile 2025    | Grau Roig | Andorra   | cancellata - recupero il 20 marzo a Vars | cancellata - recupero il 20 marzo a Vars | cancellata - recupero il 20 marzo a Vars | cancellata - recupero il 20 marzo a Vars |
| 4 aprile 2025    | Grau Roig | Andorra   | cancellata - recupero il 20 marzo a Vars | cancellata - recupero il 20 marzo a Vars | cancellata - recupero il 20 marzo a Vars | cancellata - recupero il 20 marzo a Vars |

### Classifica
| Pos. | Nome                    | Nazione | Punti |
| ---- | ----------------------- | ------- | ----- |
| 1    | Valentina Greggio       | Italia  | 700   |
| 2    | Cléa Martinez           | Francia | 520   |
| 3    | Agnes Abrahamsson       | Svezia  | 320   |
| 3    | Maëlle Loridon          | Francia | 320   |
| 5    | Cornelia Thun Sandström | Svezia  | 300   |